# 2016-os WEC mexikói 6 órás verseny
| Pályarajz | Pályarajz                   | Pályarajz                                              |
| --------- | --------------------------- | ------------------------------------------------------ |
|           |                             |                                                        |
| Győztesek |                             |                                                        |
| Kategória | Csapat                      | Versenyzők                                             |
| LMP1      | #1 Porsche Team             | Timo Bernhard Brendon Hartley Mark Webber              |
| LMP2      | #43 RGR Sport by Morand     | Ricardo González Filipe Albuquerque Bruno Senna        |
| LMGTE Pro | #97 Aston Martin Racing     | Darren Turner Richie Stanaway                          |
| LMGTE Am  | #88 Abu Dhabi-Proton Racing | Háled al-Kúbáisi Patrick Long David Heinemeier Hansson |

A 2016-os WEC mexikói 6 órás verseny a Hosszútávú-világbajnokság 2016-os szezonjának ötödik futama volt, amelyet szeptember 1. és szeptember 3. között tartottak meg a Autódromo Hermanos Rodríguez versenypályán. A fordulót Timo Bernhard, Brendon Hartley és Mark Webber triója nyerte meg, akik a hibridhajtású Porsche Team csapatának versenyautóját vezették.

## Időmérő
A kategóriák leggyorsabb versenyzői vastaggal vannak kiemelve.
| Poz. | Kategória | Csapat                        | Átlagidő    | Különbség | Rajthely |
| ---- | --------- | ----------------------------- | ----------- | --------- | -------- |
| 1.   | LMP1      | #8 Audi Sport Team Joest      | 1:25,069    |           | 1        |
| 2.   | LMP1      | #2 Porsche Team               | 1:25,111    | +0,042    | 2        |
| 3.   | LMP1      | #7 Audi Sport Team Joest      | 1:25,350    | +0,281    | 3        |
| 4.   | LMP1      | #1 Porsche Team               | 1:25,400    | +0,331    | 4        |
| 5.   | LMP1      | #5 Toyota Gazoo Racing        | 1:25,960    | +0,891    | 5        |
| 6.   | LMP1      | #6 Toyota Gazoo Racing        | 1:27,334    | +1,114    | 6        |
| 7.   | LMP1      | #13 Rebellion Racing          | 1:29,909    | +4,840    | 7        |
| 8.   | LMP1      | #4 ByKolles Racing            | 1:31,674    | +6,605    | 8        |
| 9.   | LMP2      | #43 RGR Sport by Morand       | 1:35,485    | +10,416   | 9        |
| 10.  | LMP2      | #36 Signatech Alpine          | 1:35,819    | +10,750   | 10       |
| 11.  | LMP2      | #42 Strakka Racing            | 1:36,037    | +10,968   | 11       |
| 12.  | LMP2      | #26 G-Drive Racing            | 1:36,063    | +10,994   | 12       |
| 13.  | LMP2      | #44 Manor                     | 1:36,594    | +11,525   | 13       |
| 14.  | LMP2      | #41 Greaves Motorsport        | 1:36,914    | +11,845   | 14       |
| 15.  | LMP2      | #27 SMP Racing                | 1:37,102    | +12,033   | 15       |
| 16.  | LMP2      | #37 SMP Racing                | 1:37,112    | +12,043   | 16       |
| 17.  | LMP2      | #35 Baxi DC Racing Alpine     | 1:37.482    | +12,413   | 17       |
| 18.  | LMP2      | #31 Extreme Speed Motorsports | 1:37,752    | +12,683   | 18       |
| 19.  | LMP2      | #30 Extreme Speed Motorsports | 1:39,514    | +14,445   | 19       |
| 20.  | LMGTE Pro | #95 Aston Martin Racing       | 1:40,458    | +15,389   | 20       |
| 21.  | LMGTE Pro | #97 Aston Martin Racing       | 1:40,600    | +15,531   | 21       |
| 22.  | LMGTE Pro | #51 AF Corse                  | 1:41,034    | +15,965   | 22       |
| 23.  | LMGTE Pro | #77 Dempsey-Proton Racing     | 1:41,383    | +16,253   | 23       |
| 24.  | LMGTE Pro | #71 AF Corse                  | 1:41,426    | +16,357   | 24       |
| 25.  | LMGTE Pro | #66 Ford Chip Ganassi Team UK | 1:41,836    | +16,454   | 25       |
| 26.  | LMGTE Pro | #67 Ford Chip Ganassi Team UK | 1:41,836    | +16,767   | 26       |
| 27.  | LMGTE Am  | #88 Abu Dhabi-Proton Racing   | 1:42,839    | +17,770   | 27       |
| 28.  | LMGTE Am  | #86 Gulf Racing               | 1:43,546    | +18,477   | 28       |
| 29.  | LMGTE Am  | #78 KCMG                      | 1:43,722    | +18,534   | 29       |
| 30.  | LMGTE Am  | #50 Larbre Compétition        | 1:43,738    | +18,669   | 30       |
| 31.  | LMGTE Am  | #83 AF Corse                  | 1:43,880    | +18,811   | 31       |
| Kiz  | LMGTE Am  | #98 Aston Martin Racing       | 1:42,437[a] | +17,368   | 32       |

Megjegyzés:
- ↑ a:  A #98-as Aston Martin Racing autójának magassága 55mm-rel alacsonyabb volt a megengedettnél, ezért kizárták az egységet.[4]

## Verseny
A résztvevőknek legalább a versenytáv 70%-át (161 kört) teljesíteniük kellett ahhoz, hogy az elért eredményüket értékeljék. A kategóriák leggyorsabb versenyzői vastaggal vannak kiemelve.
| Helyezés | Kategória | #  | Csapat                    | Versenyzők                                             | Kasztni                        | Gumi | Kör | Idő/Hátrány/Kiesés |
| Helyezés | Kategória | #  | Csapat                    | Versenyzők                                             | Motor                          | Gumi | Kör | Idő/Hátrány/Kiesés |
| -------- | --------- | -- | ------------------------- | ------------------------------------------------------ | ------------------------------ | ---- | --- | ------------------ |
| 1.       | LMP1      | 1. | Porsche Team              | Timo Bernhard Brendon Hartley Mark Webber              | Porsche 919 Hybrid             | M    | 230 | 6:00:43,702        |
| 1.       | LMP1      | 1. | Porsche Team              | Timo Bernhard Brendon Hartley Mark Webber              | Porsche 2.0 L Turbo V4         | M    | 230 | 6:00:43,702        |
| 2.       | LMP1      | 7  | Audi Sport Team Joest     | André Lotterer Marcel Fässler                          | Audi R18                       | M    | 230 | +8,267             |
| 2.       | LMP1      | 7  | Audi Sport Team Joest     | André Lotterer Marcel Fässler                          | Audi TDI 4.0 L Turbo Diesel V6 | M    | 230 | +8,267             |
| 3.       | LMP1      | 6  | Toyota Gazoo Racing       | Stéphane Sarrazin Mike Conway Kobajasi Kamui           | Toyota TS050 Hybrid            | M    | 230 | +8,267             |
| 3.       | LMP1      | 6  | Toyota Gazoo Racing       | Stéphane Sarrazin Mike Conway Kobajasi Kamui           | Toyota 2.4 L Turbo V6          | M    | 230 | +8,267             |
| 4.       | LMP1      | 2  | Porsche Team              | Marc Lieb Romain Dumas Neel Jani                       | Porsche 919 Hybrid             | M    | 230 | +20,295            |
| 4.       | LMP1      | 2  | Porsche Team              | Marc Lieb Romain Dumas Neel Jani                       | Porsche 2.0 L Turbo V4         | M    | 230 | +20,295            |
| 5.       | LMP1      | 13 | Rebellion Racing          | Dominik Kraihamer Alexandre Imperatori Mathéo Tuscher  | Rebellion R-One                | D    | 218 | +12 kör            |
| 5.       | LMP1      | 13 | Rebellion Racing          | Dominik Kraihamer Alexandre Imperatori Mathéo Tuscher  | AER P60 2.4 L Turbo V6         | D    | 218 | +12 kör            |
| 6.       | LMP2      | 43 | RGR Sport by Morand       | Ricardo González Filipe Albuquerque Bruno Senna        | Ligier JS P2                   | D    | 210 | +20 kör            |
| 6.       | LMP2      | 43 | RGR Sport by Morand       | Ricardo González Filipe Albuquerque Bruno Senna        | Nissan VK45DE 4.5 L V8         | D    | 210 | +20 kör            |
| 7.       | LMP2      | 36 | Signatech Alpine          | Nicolas Lapierre Gustavo Menezes Stéphane Richelmi     | Alpine A460                    | D    | 210 | +20 kör            |
| 7.       | LMP2      | 36 | Signatech Alpine          | Nicolas Lapierre Gustavo Menezes Stéphane Richelmi     | Nissan VK45DE 4.5 L V8         | D    | 210 | +20 kör            |
| 8.       | LMP2      | 31 | Extreme Speed Motorsports | Ryan Dalziel Chris Cumming Pipo Derani                 | Ligier JS P2                   | M    | 207 | +23 kör            |
| 8.       | LMP2      | 31 | Extreme Speed Motorsports | Ryan Dalziel Chris Cumming Pipo Derani                 | Nissan VK45DE 4.5 L V8         | M    | 207 | +23 kör            |
| 9.       | LMP2      | 42 | Strakka Racing            | Nick Leventis Jonny Kane Lewis Williamson              | Gibson 015S                    | D    | 207 | +23 kör            |
| 9.       | LMP2      | 42 | Strakka Racing            | Nick Leventis Jonny Kane Lewis Williamson              | Nissan VK45DE 4.5 L V8         | D    | 207 | +23 kör            |
| 10.      | LMP2      | 41 | Greaves Motorsport        | Roberto González Luis Díaz Bruno Junqueira             | Gibson 015S                    | D    | 207 | +23 kör            |
| 10.      | LMP2      | 41 | Greaves Motorsport        | Roberto González Luis Díaz Bruno Junqueira             | Nissan VK45DE 4.5 L V8         | D    | 207 | +23 kör            |
| 11.      | LMP2      | 35 | Baxi DC Racing Alpine     | David Cheng Ho-Pin Tung Nelson Panciatici              | Alpine A460                    | D    | 206 | +24 kör            |
| 11.      | LMP2      | 35 | Baxi DC Racing Alpine     | David Cheng Ho-Pin Tung Nelson Panciatici              | Nissan VK45DE 4.5 L V8         | D    | 206 | +24 kör            |
| 12.      | LMP2      | 27 | SMP Racing                | Nicolas Minassian Maurizio Mediani                     | BR Engineering BR01            | D    | 206 | +24 kör            |
| 12.      | LMP2      | 27 | SMP Racing                | Nicolas Minassian Maurizio Mediani                     | Nissan VK45DE 4.5 L V8         | D    | 206 | +24 kör            |
| 13.      | LMP2      | 26 | G-Drive Racing            | Roman Ruszinov Alex Brundle René Rast                  | Oreca 05                       | D    | 205 | +25 kör            |
| 13.      | LMP2      | 26 | G-Drive Racing            | Roman Ruszinov Alex Brundle René Rast                  | Nissan VK45DE 4.5 L V8         | D    | 205 | +25 kör            |
| 14.      | LMP2      | 30 | Extreme Speed Motorsports | Scott Sharp Ed Brown Johannes van Overbeek             | Ligier JS P2                   | M    | 204 | +26 kör            |
| 14.      | LMP2      | 30 | Extreme Speed Motorsports | Scott Sharp Ed Brown Johannes van Overbeek             | Nissan VK45DE 4.5 L V8         | M    | 204 | +26 kör            |
| 15.      | LMGTE Pro | 97 | Aston Martin Racing       | Darren Turner Richie Stanaway                          | Aston Martin V8 Vantage GTE    | D    | 202 | +28 kör            |
| 15.      | LMGTE Pro | 97 | Aston Martin Racing       | Darren Turner Richie Stanaway                          | Aston Martin 4.5 L V8          | D    | 202 | +28 kör            |
| 16.      | LMGTE Pro | 51 | AF Corse                  | Gianmaria Bruni James Calado                           | Ferrari 488 GTE                | M    | 202 | +28 kör            |
| 16.      | LMGTE Pro | 51 | AF Corse                  | Gianmaria Bruni James Calado                           | Ferrari F154CB 3.9 L Turbo V8  | M    | 202 | +28 kör            |
| 17.      | LMGTE Pro | 95 | Aston Martin Racing       | Nicki Thiim Marco Sørensen                             | Aston Martin V8 Vantage GTE    | D    | 202 | +28 kör            |
| 17.      | LMGTE Pro | 95 | Aston Martin Racing       | Nicki Thiim Marco Sørensen                             | Aston Martin 4.5 L V8          | D    | 202 | +28 kör            |
| 18.      | LMGTE Pro | 71 | AF Corse                  | Davide Rigon Sam Bird                                  | Ferrari 488 GTE                | M    | 201 | +29 kör            |
| 18.      | LMGTE Pro | 71 | AF Corse                  | Davide Rigon Sam Bird                                  | Ferrari F154CB 3.9 L Turbo V8  | M    | 201 | +29 kör            |
| 19.      | LMGTE Pro | 67 | Ford Chip Ganassi Team UK | Andy Priaulx Marino Franchitti Harry Tincknell         | Ford GT                        | M    | 201 | +29 kör            |
| 19.      | LMGTE Pro | 67 | Ford Chip Ganassi Team UK | Andy Priaulx Marino Franchitti Harry Tincknell         | Ford EcoBoost 3.5 L Turbo V6   | M    | 201 | +29 kör            |
| 20.      | LMGTE Pro | 77 | Dempsey-Proton Racing     | Richard Lietz Michael Christensen                      | Porsche 911 RSR                | M    | 201 | +29 kör            |
| 20.      | LMGTE Pro | 77 | Dempsey-Proton Racing     | Richard Lietz Michael Christensen                      | Porsche 4.0 L Flat-6           | M    | 201 | +29 kör            |
| 21.      | LMP1      | 4  | ByKolles Racing Team      | Simon Trummer Pierre Kaffer Oliver Webb                | CLM P1/01                      | D    | 199 | +31 kör            |
| 21.      | LMP1      | 4  | ByKolles Racing Team      | Simon Trummer Pierre Kaffer Oliver Webb                | AER P60 2.4 L Turbo V6         | D    | 199 | +31 kör            |
| 22.      | LMGTE Am  | 88 | Abu Dhabi-Proton Racing   | Háled al-Kúbáisi Patrick Long David Heinemeier Hansson | Porsche 911 RSR                | M    | 197 | +33 kör            |
| 22.      | LMGTE Am  | 88 | Abu Dhabi-Proton Racing   | Háled al-Kúbáisi Patrick Long David Heinemeier Hansson | Porsche 4.0 L Flat-6           | M    | 197 | +33 kör            |
| 23.      | LMGTE Am  | 83 | AF Corse                  | François Perrodo Emmanuel Collard Rui Águas            | Ferrari 458 Italia GT2         | M    | 196 | +34 kör            |
| 23.      | LMGTE Am  | 83 | AF Corse                  | François Perrodo Emmanuel Collard Rui Águas            | Ferrari 4.5 L V8               | M    | 196 | +34 kör            |
| 24.      | LMGTE Am  | 78 | KCMG                      | Christian Ried Wolf Henzler Joël Camathias             | Porsche 911 RSR                | M    | 196 | +34 kör            |
| 24.      | LMGTE Am  | 78 | KCMG                      | Christian Ried Wolf Henzler Joël Camathias             | Porsche 4.0 L Flat-6           | M    | 196 | +34 kör            |
| 25.      | LMGTE Am  | 86 | Gulf Racing               | Michael Wainwright Adam Carroll Ben Barker             | Porsche 911 RSR                | M    | 196 | +34 kör            |
| 25.      | LMGTE Am  | 86 | Gulf Racing               | Michael Wainwright Adam Carroll Ben Barker             | Porsche 4.0 L Flat-6           | M    | 196 | +34 kör            |
| 26.      | LMGTE Pro | 66 | Ford Chip Ganassi Team UK | Olivier Pla Stefan Mücke                               | Ford GT                        | M    | 181 | +49 kör            |
| 26.      | LMGTE Pro | 66 | Ford Chip Ganassi Team UK | Olivier Pla Stefan Mücke                               | Ford EcoBoost 3.5 L Turbo V6   | M    | 181 | +49 kör            |
| 27.      | LMP1      | 8  | Audi Sport Team Joest     | Loïc Duval Lucas di Grassi Oliver Jarvis               | Audi R18                       | M    | 167 | +63 kör            |
| 27.      | LMP1      | 8  | Audi Sport Team Joest     | Loïc Duval Lucas di Grassi Oliver Jarvis               | Audi TDI 4.0 L Turbo Diesel V6 | M    | 167 | +63 kör            |
| Ki       | LMGTE Am  | 98 | Aston Martin Racing       | Paul Dalla Lana Pedro Lamy Mathias Lauda               | Aston Martin V8 Vantage GTE    | M    | 192 |                    |
| Ki       | LMGTE Am  | 98 | Aston Martin Racing       | Paul Dalla Lana Pedro Lamy Mathias Lauda               | Aston Martin 4.5 L V8          | M    | 192 |                    |
| Ki       | LMGTE Am  | 50 | Larbre Compétition        | Jamagisi Jutaka Pierre Ragues Ricky Taylor             | Chevrolet Corvette C7.R        | M    | 184 |                    |
| Ki       | LMGTE Am  | 50 | Larbre Compétition        | Jamagisi Jutaka Pierre Ragues Ricky Taylor             | Chevrolet LT5.5 5.5 L V8       | M    | 184 |                    |
| Ki       | LMP2      | 44 | Manor                     | Matt Rao Richard Bradley Alfonso Diaz Guerra           | Oreca 05                       | D    | 179 |                    |
| Ki       | LMP2      | 44 | Manor                     | Matt Rao Richard Bradley Alfonso Diaz Guerra           | Nissan VK45DE 4.5 L V8         | D    | 179 |                    |
| Ki       | LMP1      | 5  | Toyota Gazoo Racing       | Sébastien Buemi Nakadzsima Kazuki                      | Toyota TS050 Hybrid            | M    | 62  |                    |
| Ki       | LMP1      | 5  | Toyota Gazoo Racing       | Sébastien Buemi Nakadzsima Kazuki                      | Toyota 2.4 L Turbo V6          | M    | 62  |                    |
| Ki       | LMP2      | 37 | SMP Racing                | Vitalij Petrov Viktor Saitar Kirill Ladigin            | BR Engineering BR01            | D    | 29  |                    |
| Ki       | LMP2      | 37 | SMP Racing                | Vitalij Petrov Viktor Saitar Kirill Ladigin            | Nissan VK45DE 4.5 L V8         | D    | 29  |                    |

## A világbajnokság állása a versenyt követően
LMP1 (Teljes táblázat)
| H  | Versenyzők                                   | Pont | H  | Konstruktőrök | Pont |
| -- | -------------------------------------------- | ---- | -- | ------------- | ---- |
| 1. | Marc Lieb Romain Dumas Neel Jani             | 118  | 1. | Porsche       | 201  |
| 2. | Stéphane Sarrazin Mike Conway Kobajasi Kamui | 77   | 2. | Audi          | 158  |
| 3. | Loïc Duval Lucas di Grassi Oliver Jarvis     | 74,5 | 3. | Toyota        | 112  |
| 4. | André Lotterer Marcel Fässler                | 69   |    |               |      |
| 5. | Timo Bernhard Brendon Hartley Mark Webber    | 53,5 |    |               |      |

GT (Teljes táblázat)
| H  | Versenyzők                 | Pont | H  | Konstruktőrök | Pont |
| -- | -------------------------- | ---- | -- | ------------- | ---- |
| 1. | Darren Turner              | 86   | 1. | Aston Martin  | 179  |
| 2. | Nicki Thiim Marco Sørensen | 83   | 2. | Ferrari       | 176  |
| 3. | Davide Rigon Sam Bird      | 82   | 3. | Ford          | 121  |
| 4. | Richie Stanaway            | 80   | 4. | Porsche       | 84   |
| 5. | Stefan Mücke Olivier Pla   | 72,5 |    |               |      |

LMP2 (Teljes táblázat)
| H  | Versenyzők                                         | Pont | H  | Konstruktőrök             | Pont |
| -- | -------------------------------------------------- | ---- | -- | ------------------------- | ---- |
| 1. | Nicolas Lapierre Gustavo Menezes Stéphane Richelmi | 130  | 1. | Signatech Alpine          | 130  |
| 2. | Ricardo González Filipe Albuquerque Bruno Senna    | 97   | 2. | RGR Sport by Morand       | 100  |
| 3. | Ryan Dalziel Chris Cumming Pipo Derani             | 74   | 3. | Extreme Speed Motorsports | 74   |
| 4. | Roman Ruszinov Nathanaël Berthon René Rast         | 71   | 4. | G-Drive Racing            | 73   |
| 5. | Nick Leventis Jonny Kane                           | 58   | 5. | Strakka Racing            | 58   |

LMGTE Am (Teljes táblázat)
| H  | Versenyzők                                  | Pont | H  | Konstruktőrök           | Pont |
| -- | ------------------------------------------- | ---- | -- | ----------------------- | ---- |
| 1. | François Perrodo Emmanuel Collard Rui Águas | 129  | 1. | AF Corse                | 129  |
| 2. | Háled al-Kúbáisi David Heinemeier Hansson   | 94   | 2. | Abu Dhabi-Proton Racing | 94   |
| 3. | Patrick Long                                | 83   | 3. | Aston Martin Racing     | 70   |
| 4. | Paul Dalla Lana Pedro Lamy Mathias Lauda    | 70   | 4. | Larbre Compétition      | 69   |
| 5. | Jamagisi Jutaka Pierre Ragues               | 65   | 5. | Gulf Racing             | 62   |